# کن والاس
کن والاس (انگلیسی: Ken Wallace؛ زادهٔ ۲۶ ژوئیهٔ ۱۹۸۳) قایقران کایاک اهل استرالیا است.
وی در مسابقات کشوری و بین‌المللی در مجموع برندهٔ ۷ مدال طلا، ۳ مدال نقره، ۳ مدال برنز شده‌است.